# لينو (لاعب كرة قدم)
لينو (بالبرتغالية: Adelino Lopes‏) هو لاعب كرة قدم غيني بيساوي في مركز الدفاع، ولد في 15 يوليو 1976 في بيساو في غينيا بيساو. شارك مع منتخب غينيا بيساو لكرة القدم. أما مع النوادي، فقد لعب مع نادي آسيريسكا ونادي بورتيمونينسي ونادي بيروي ستارا زاغورا ونادي تشيرنو مور فارنا ونادي فارزيم ونادي لوكوموتيف صوفيا ونادي ماريتيمو.

## وصلات خارجية
- لينو (لاعب كرة قدم) على موقع الاتحاد الدولي (مؤرشف)  (الإنجليزية)
- لينو (لاعب كرة قدم) على موقع ناشيونال فوتبول تيمز (الإنجليزية)